# Videogramme einer Revolution
Videogramele unei revoluții (Videogramme einer Revolution) este un film documentar apărut în 1992 în regia lui Andrei Ujică și Harun Farocki. Filmul este o reconstituire cronologică din imaginile de arhivă ale Revoluției Române din decembrie 1989, începând de la ultimul discurs al lui Nicolae Ceaușescu și până la ocuparea sediului Televiziunii române de către revoluționari. 
În 2004 documentarul a fost selecționat de Cinemateca austriacă din Viena în cadrul programului "Die Utopie Film" în lista "The Best 100 in Film History".